# Hålhorvegöl
Hålhorvegöl är en sjö i Vimmerby kommun i Småland och ingår i Viråns huvudavrinningsområde. Sjöns area är 0,021 kvadratkilometer och den är belägen 120 meter över havet.